# Projeto lógico
Um projeto lógico é assim definido, de acordo com o campo de estudo em que se usa esse termo. 
Em redes de computadores, define-se como o planejamento de todos os detalhes da rede que será implantada e utilizada; em programação de banco de dados, é a etapa seguinte da modelagem conceitual e é definido como a descrição da estrutura que pode ser processada pelo SGBD, essa descrição é obtida a partir do mapeamento de um modelo conceitual.